# Daniel Solà

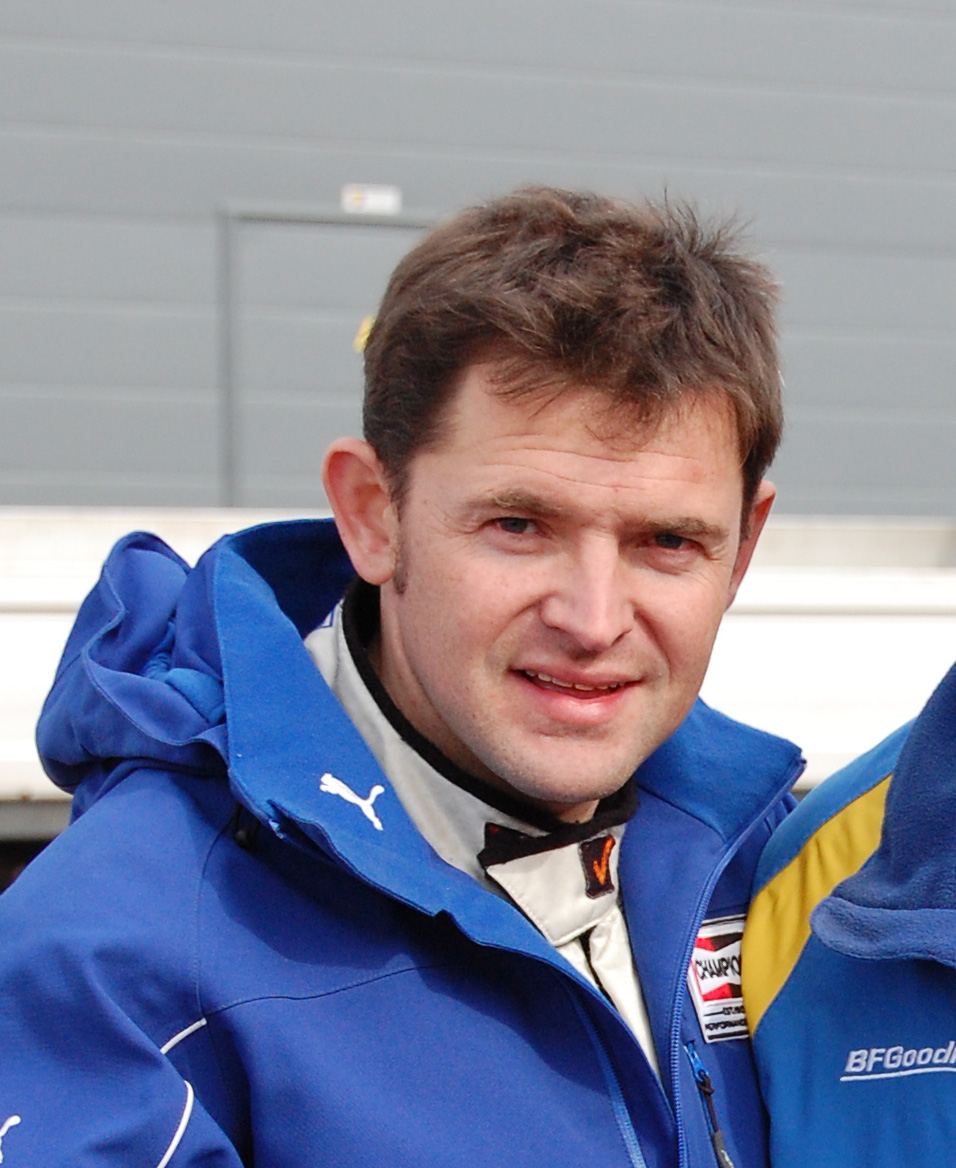
Daniel Sola Villa

Daniel Solà i Villa (* 3. Januar 1976 in Vic) ist ein spanischer Rallyefahrer. Er gewann 2002 die Junior-Rallye-Weltmeisterschaft und 2006 die spanische Rallye-Meisterschaft.

## Karriere

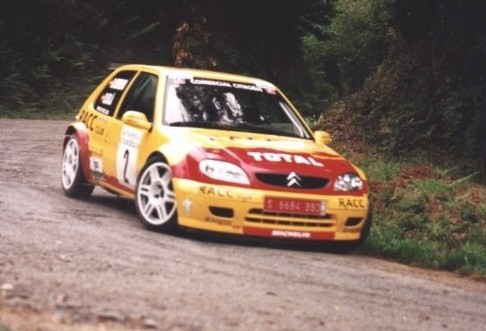
Solà 2001 bei der Rallye de Avilés

Solà begann 1996 mit dem Rallyesport. Er debütierte 1997 in der Rallye-Weltmeisterschaft und gewann 2002 mit Citroën den Titel in der Juniorenklasse (JWRC). Im Jahr 2003 nahm er mit Mitsubishi an der Production World Rally Championship teil, wo er den fünften Platz in der Gesamtwertung belegte. Er absolvierte seine ersten World Rally Car-Einsätze in einem Citroën Xsara WRC für Citroën Total. 
In der Saison 2004 nahm Solà als offizieller Mitsubishi-Fahrer mit dem Lancer WRC an drei WRC-Veranstaltungen teil und holte mit einem sechsten Platz bei seiner Heimveranstaltung, der Rallye Catalunya, seine ersten Punkte. Im Jahr 2005 nahm er für Ford mit einem Ford Focus RS WRC an sechs WRC-Veranstaltungen teil, schaffte es aber nicht, sich für die Saison 2006 einen Vollzeit-Werksfahrerplatz zu sichern. Seinen ersten Etappensieg errang er bei der Rallye Catalunya 2005.
2006 belegte er mit Ford den 1. Platz bei der spanischen Rallyemeisterschaft. Bei der Rallye de Tierra de Guijuelo im Jahr 2007 wurde er hinter Xavier Pons Zweiter mit seinem Copiloten A. Noriega auf Mitsubishi Lancer Evo IX mit einem Rückstand von 18,8 Sekunden. Er ist derzeit nicht aktiv.

## Erfolge
- 2002 – 1. Platz Junior World Rally Championship (JWRC)
- 2003 – 5. Platz Production World Rally Championship
- 2004 – 6. Platz Rallye Katalonien (WRC)
- 2006 – 1. Platz Spanische Rallye-Meisterschaft

## WRC-Teams
- 1997–2001 Seat
- 2002 Citroën
- 2003 Mitsubishi
- 2004–2006 Ford